# Петеріс Сімсонс
Петеріс Сімсонс (латис. Pēteris Simsons; 5 березня 1948, Талсі) — латвійський дипломат. Надзвичайний та Повноважний Посол Латвійської Республіки в Україні (1993—1996).

## Біографія
Народився 5 березня 1948 року в місті Талсі. У 1990 році закінчив Латвійський державний університет, юридичний факультет.
З 1966 по 1967 рр. працював експедитором в Ризі. У 1967-му вступив на юридичний факультет Латвійського університету, але 1969 року був виключений за політичними мотивами. Працював на будівництві в комунальних службах, згодом пройшов службу в Збройних Силах СРСР (1972—1974).
Починаючи з серпня 1988 року, член партії Народного фронту. З 1989 року член ревізійної комісії Народного фронту. Голова Народного фронту в м. Талсі до 1990 року. Депутат районної ради Талсі (1990—1992). Обраний депутатом парламенту (1990—1993), був членом комітету національної безпеки, головою комітету національної безпеки та комісії з розслідування злочинів, скоєних тоталітарними режимами (1992—1993). Надзвичайний і Повноважний Посол Латвії в Україні (1993—1996). У 1997 році працював у відділі логістики Міністерства оборони Латвії.

## Нагороди та відзнаки
- Орден Трьох Зірок ІІІ ступеня (1991);
- Пам'ятний знак учасника барикад;
- Почесна медаль міністра оборони Латвії «За інвестицій в розвиток збройних сил» (1999).